# Гросајбштат
Гросајбштат (њем. Großeibstadt) општина је у њемачкој савезној држави Баварска. Једно је од 37 општинских средишта округа Рен-Грабфелд. Према процјени из 2010. у општини је живјело 1.174 становника. Посједује регионалну шифру (AGS) 9673127.

## Географски и демографски подаци
Гросајбштат се налази у савезној држави Баварска у округу Рен-Грабфелд. Општина се налази на надморској висини од 286 метара. Површина општине износи 16,6 km². У самом мјесту је, према процјени из 2010. године, живјело 1.174 становника. Просјечна густина становништва износи 71 становника/km².